# Cliché (Stormy Six)
Cliché è un album strumentale degli Stormy Six pubblicato nel 1976 come colonna sonora di uno spettacolo teatrale, i brani del disco furono registrati il 20, 21 e 22 luglio ed il 20 settembre 1976 negli studi Ariston di San Giuliano Milanese, Milano (Italia). 
Nel 1997 venne ristampato come Cliché + Pinocchio Bazaar, aggiungendo brani di un secondo spettacolo.

## Tracce

### Cliché
Lato A - Questo
1. Dibattito – 3:44 (Franco Fabbri)
2. Riflusso – 1:25 (Tommaso Leddi)
3. Comizio A – 2:08 (Tommaso Leddi, Carlo De Martini)
4. Picnic – 4:47 (Tommaso Leddi, Carlo De Martini)
5. Leader – 0:25 (Franco Fabbri)
6. Comizio B – 0:36 (Tommaso Leddi, Carlo De Martini)
7. Tafferuglio – 5:41 (Tommaso Leddi, Carlo De Martini)

Lato B - L'altro
1. L'escluso – 1:41 (Tommaso Leddi, Carlo De Martini)
2. Banchetto e rissa – 5:06 (Franco Fabbri)
3. Comizio C – 0:47 (Tommaso Leddi, Carlo De Martini)
4. Salotto – 1:27 (Franco Fabbri)
5. Inchiesta TV – 3:11 (Luca Piscicelli)
6. Tutta una serie di questioni – 0:31 (Franco Fabbri)
7. Il nostro tempo è scaduto – 1:35 (Franco Fabbri)
8. 1789 – 3:48 (Franco Fabbri)

Edizione CD del 1997 dal titolo Cliché + Pinocchio Bazaar, pubblicato dalla Fonit Cetra (CDM 2132)
1. 1789 – 3:46 (Franco Fabbri) – Registrato nell'aprile 1976 negli studi Ariston di San Giuliano Milanese (Milano), tecnico del suono: Lino Castriotta
2. Carmine – 3:54 (Umberto Fiori, Tommaso Leddi) – Registrato nell'aprile 1976 negli studi Ariston di San Giuliano Milanese (Milano), tecnico del suono: Lino Castriotta
3. Dibattito – 3:45 (Franco Fabbri)
4. Riflusso – 1:25 (Tommaso Leddi)
5. Comizio A – 2:08 (Tommaso Leddi, Carlo De Martini)
6. Picnic – 4:48 (Tommaso Leddi, Carlo De Martini)
7. Leader – 0:28 (Franco Fabbri)
8. Comizio B – 0:36 (Tommaso Leddi, Carlo De Martini)
9. Tafferuglio – 5:41 (Tommaso Leddi, Carlo De Martini)
10. L'escluso – 1:41 (Tommaso Leddi, Carlo De Martini)
11. Banchetto e rissa – 5:06 (Franco Fabbri)
12. Comizio C – 0:47 (Tommaso Leddi, Carlo De Martini)
13. Salotto – 1:28 (Franco Fabbri)
14. Inchiesta TV – 3:09 (Luca Piscicelli)
15. Tutta una serie di questioni – 0:32 (Franco Fabbri)
16. Il nostro tempo è scaduto – 0:47 (Franco Fabbri)
17. Pinocchio Bazaar Overture – 4:05 (Franco Fabbri)
18. Pinocchio Bazaar Parade – 3:44 (Franco Fabbri)
19. Corale di Midter Cherry – 1:10 (Umberto Fiori, Carlo De Martini)
20. Ballata della balena – 1:25 (Umberto Fiori, Tommaso Leddi)
21. La canzone della fata dai capelli turchini – 3:57 (Umberto Fiori, Franco Fabbri)
22. Fuga di Pinocchio – 1:58 (Umberto Fiori, Tommaso Leddi)
23. Macchina maccheronica – 4:41 (Umberto Fiori, Carlo De Martini)
24. Christmas Now – 2:44 (Umberto Fiori, Tommaso Leddi)
25. Hula Hoop – 2:12 (Umberto Fiori, Tommaso Leddi)

## Musicisti
Cliché
- Franco Fabbri - chitarra acustica, chitarra elettrica, mandolino, mandola
- Franco Fabbri - vibrafono (brani: Tafferuglio e Tutta una serie di questioni)
- Carlo De Martini - violino, viola, moog
- Carlo De Martini - mandolino (brano: Picnic)
- Umberto Fiori - chitarra acustica (brani: Dibattito, Leader, Banchetto e rissa e Il nostro tempo è scaduto)
- Tommaso Leddi - sassofono tenore (brani: Riflusso e Comizio A)
- Luca Piscicelli - basso
- Antonio Zanuso - batteria (brano: 1789)
- Guido Mazzon - tromba, pianoforte elettrico
- Tony Rusconi - batteria (in tutti i brani eccetto in 1789)
- Tony Rusconi - vibrafono (brano: Banchetto e rissa)
- Raffaele Trevisani - flauto (brano: Salotto)
- Hugo Eredia - sassofono tenore (brano: Salotto)
- Leo Dosso - fagotto (brano: 1789)

Cliché+Pinocchio Bazaar
- Carlo De Martini - violino, viola, sintetizzatore moog, mandolino, pianoforte, basso
- Franco Fabbri - chitarra acustica, chitarra elettrica, marimba, mandolino, mandola, vibrafono (brani da nr. 1 a nr. 16)
- Franco Fabbri - conduttore musicale (brano: Pinocchio Bazaar Ouverture)
- Umberto Fiori - chitarra acustica, ocarina (brani: nr. 1, 2, 3, 7, 11, 16, 18, 19, 20, 21, 22, 23, 24 e 25)
- Tommaso Leddi - mandolino, chitarra acustica, sassofono tenore, sassofono alto (brani: 1, 2, 4, 5, 18, 19, 20, 21, 22, 23, 24 e 25)
- Attilio Zanchi - chitarra (brani: nr. 18, 19, 20, 21, 22, 23, 24 e 25)
- Renato Rivolta - sassofono soprano, sassofono tenore, sassofono alto (brani: 17, 18, 19, 20, 21, 22, 23, 24 e 25)
- Guido Mazzon - tromba, pianoforte elettrico (brani: 3, 4, 5, 6, 7, 8, 9, 10, 11, 12, 13, 14, 15 e 16)
- Tommaso Leddi - mandolino, chitarra acustica
- Luca Piscicelli - basso
- Salvatore Garau - batteria (brani: nr. 18, 19, 20, 21, 22, 23, 24 e 25)
- Tony Rusconi - batteria, vibrafono (brani: nr. 3, 4, 5, 6, 7, 8, 9, 10, 11, 12, 13, 14, 15 e 16)
- Antonio Zanuso - batteria (brani: nr. 1 e 2)
- Leonardo Dosso - fagotto (brano: 1789)
- Ludovico Einaudi - pianoforte (brano: Carmine)
- Paolo Rizzi - contrabbasso (brani: Carmine e Pinocchio Bazaar Ouverture)
- Raffaele Trevisani - flauto (brani: Carmine e Pinocchio Bazaar Ouverture)
- Cristina Pederiva - viola (brano: Pinocchio Bazaar Ouverture)
- Pino De Vita - pianoforte (brano: Ballata della balena)
- Rosella Caruso - pianoforte (brano: Macchina Maccheronica)
- Stormy Six - produttore